# 奥奇库罗夫卡农村居民点
奥奇库罗夫卡农村居民点（俄语：Очкуровское сельское поселение）是俄罗斯联邦伏尔加格勒州尼古拉耶夫斯克区所属的一个农村居民点。其下辖有1个居民点，行政中心为奥奇库罗夫卡。据2016年统计，该农村居民点的人口为1224人。